# Erik Ris
Erik Ris (rođen 22. septembra 1978. godine) je američki preduzetnik, bloger i autor knjiga The Lean Startup i Startup način.

## Život
Dok je studirao na Univerzitetu Jejl, ko-osnovao je Catalyst Recruiting, forum namenjen studentima univerziteta kako bi se povezali sa potencijalnim poslodavcima. Uzeo je odsustvo sa univerziteta kako bi razvijao Catalyst Recruiting, ali se nedugo zatim kompanija zatvorila.

## Karijera

### IMVU
Nakon što je diplomirao, Ris se seli u Silicijumsku dolinu 2001. godine da radi kao softverski inženjer za kompaniju  Za ovu kompaniju radio je do 2003. godine, kada su lansirali novi proizvod, virtuelni svet u 3D tehnologiji baziran na vebu,  There.com. Kompanija je ubrzo propala.
2004. godine Ris je napustio ovu kompaniju, i sa jednim od njenih originalnih osnivača, Vilom Harvijem, osniva IMVU Inc., društvenu mrežu. Stiv Blenk, investitor koji je ulagao u IMVU, insistirao je da mu direktori firme dozvole da drži predavanja iz preduzetništva na Berkli univerzitetu.
Tada Ris kreće da uči od Blenka metode za brzo skupljanje povratnih informacija, koje je Blenk nazvao "razvijanje kupca"(eng. "customer development"), i primenjivao je te metode u IMVU zajedno sa lean principima za razvoj softvera, testirajući tako različite verzije proizvoda i metrike preuzimanja od strane klijenata. IMVU je stavljao kod na produkciju oko 50 puta na dan, u neverovatno brzom ciklusu izgradnje softvera. Ris je takođe rezervisao prava na jednu raniju verziju Blenkove knjige o razvijanju kupaca, The Four Steps to the Epiphany.
IMVU je imao za cilj da integriše ćaskanje(eng. instant messaging) kako bi imali veliku zaradu od kupaca koji su igrali klasične video igre. Ris i Harvi nisu bili u potrazi za visokom početnom investicijom, i puštali su minimalni proizvod svakih šest meseci. U 2006. godini, kompanija je podigla 1 milion dolara u prvom krugu investicija od strane Seraph Grupe, a eventualno su podigli još dodatnih 18 miliona dolara. 2008. godine, kada je novi izvršni direktor došao na čelo IMVU, Ris je napustio mesto CTO-a, ostavši kao član odbora da posmatra razvoj kompanije.

## Odabrane publikacije
- Ries, Eric. The Lean Startup: How Today's Entrepreneurs Use Continuous Innovation to Create Radically Successful Businesses. Currency, 2011.
- Ries, Eric. (2017). The Startup Way: How Modern Companies Use Entrepreneurial Management to Transform Culture and Drive Long-Term Growth. Currency.

## Spoljašnje veze
- The Lean Startup veb sajt
- The Startup Way knjiga
- IMVU sajt
- LTSE sajt